# عائلة ميغان، دوقة ساسيكس

شعار عائلة دوق ساسيكس

ارتبط أفراد عائلتي ماركل وميرغان برابطة الزواج من العائلة الملكية البريطانية منذ زواج ميغان ماركل والأمير هاري، دوق ساسيكس، بتاريخ 19 مايو 2018، عندما أصبحت ميغان دوقة ساسيكس. بعد عام تقريبًا، بتاريخ 6 مايو 2019، ولدت ميغان صبيًا اسمه آرتشي مانتباتن وندسور. عائلة ماركل (تُلفظ سابقًا ميركل) من أصل ألماني، وتنحدر من الألزاس على الحدود الألمانية الفرنسية الحديثة. وانتقل أسلاف من جهة الأب إلى الولايات المتحدة في القرن السابع عشر؛ ومن بين أسلافها الآخرين مستوطنون من أصول أمريكية وإنجليزية وهولندية وإيرلندية. عائلة ريغلاند من أصول أفريقية أمريكية.

## العائلة الحالية لدوقة ساسيكس

### الأمير هاري، دوق ساسيكس
ولد الأمير هاري، دوق ساسيكس، وهو الزوج الثاني لدوقة ساسيكس، في عام 1984. وهو ابن تشارلز، أمير ويلز، ولي عهد العرش البريطاني، وديانا، أميرة ويلز. خدم سابقًا في الجيش البريطاني بين عامي 2005-2015 وقام بأعمال خيرية ومدنية نيابة عن جدته الملكة إليزابيث الثانية. تزوج دوق ودوقة ساسيكس بتاريخ 19 مايو 2018 في كنيسة سانت جورج بقلعة وندسور. شاركت الدوقة مع الدوق القيام بالأعمال المدنية نيابة عن الملكة بعد زواجهما لمدة عامين وذلك قبل الإعلان عن عزمهما على التراجع عن كونهما عضوين كبار من العائلة الملكية، والتخلي عن التزاماتهما الملكية.

### آرتشي ماونتباتن-وندسور
وُلد آرتشي ماونتباتن-وندسور ابن دوقة ساسيكس في عام 2019. ولد في مستشفى بورتلاند في لندن وهو مواطن أمريكي وبريطاني معًا. ترتيبه هو السابع في خط خلافة العرش البريطاني. آرتشي هو الوريث الواضح لوالده لدوقية ساسيكس وإيرلية دومبارتون وبارونية كيلكيل.

## والدا دوقة ساسيكس

### توماس ماركل الأكبر
توماس واين ماركل هو والد دوقة ساسيكس، وهو مخرج إضاءة تلفزيون أمريكي متقاعد، وولد في عام 1944. ترعرع ماركل في نيوبورت، بنسلفانيا، وهو ابن دوريس ماي ريتا (ساندرز) وغوردون آرنولد ماركل. كانت عائلة والدته من نيوهامبشر. تنحدر عائلته من أصول ألمانية إنجليزية وإيرلندية. لديه أخوان اثنان. كان متزوجًا في السابق من روزلين ماركل (كنيتها قبل الزواج لوفليس)، والتي أنجب منها توماس ماركل الأكبر وسامانثا غرانت (قبل الزواج ماركل). حصل بشكل مشترك على جائزتي إيمي للمسلسلات النهارية على عمله في الدراما الطبية التلفزيونية المستشفى العام (في عام 1982 و2011) وحصل على جائزة إيمي شيكاغو/ميدويست على عمله في البرنامج التلفزيوني ميد إن شيكاغو (في عام 1975). فاز أيضًا بمبلغ 750000 دولار في يانصيب ولاية كاليفورنيا في عام 1990، رغم ذلك فقد أعلن لاحقًا إفلاسه الشخصي (عام 2016). يعيش الآن في شاطئ روزاريتو، ولاية باها كاليفورنيا، مكسيكو. خطط كي يمشي مع ميغان إلى المذبح في حفل زفافها، لكنه لم يفعل ذلك. قال إن غيابه كان بسبب صحته حيث أنه كان يتعافى من نوبة قلبية وكان قد أجرى جراحة قلبية. بالإشارة إلى تعليقات ابنه وبنته الآخرين على الزفاف الملكي قال «إنهم يجب أن يصمتوا حول كل شيء».

### دوريا راغلاند
دوريا لويس راغلاند هي والدة دوقة ساسيكس. ولدت في عام 1956 لوالدتها جانيت آرنولد (توفيت عام 2000) وزوجها الثاني آلفين راغلاند (توفي عام 2011). لديها نصفي شقيقين أكبر منها من جهة الأم ونصف شقيق أصغر منها من جهة الأب. كانت تعمل فنانة مكياج عندما التقت بوالد ميغان، وعملت لاحقًا وكيلة سفريات. في بدايات ومنتصف العقد الأول من القرن الحادي العشرين، كانت تمتلك مشروعًا صغيرًا، وتدير متجرًا(بوتيك) في مساحة مستأجرة في مجمع تجاري قبل أن تعلن إفلاسها وتختار متابعة تعليمها. حصلت في البداية على إجازة بكلوريوس في علم النفس وعملت كمساعدة أخصائية اجتماعية سريرية (إيه دبلو إس) بعد الدراسات العليا؛ درجة ماجستير في الخدمة الاجتماعية من جامعة جنوب كاليفورنيا، والتي أنهتها في عام 2011. في مايو عام 2018، قبل عدة أيام من الزفاف الملكي، استقالت من منصبها في عيادة للصحة العقلية لتدخل عيادة خاصة تعمل مع المرضى المسنين. لديها علاقة وثيقة مع ابنتها وكانت الفرد الوحيد الذي حضر الزفاف من عائلة الدوقة.

## أقرباء دوقة ساسيكس

### سامانثا ماركل
سامانثا ماركل، وتُعرف أيضًا بسامانثا غرانت (ولدت باسم إيفون ماري ماركل) وهي الأخت نصف الشقيقة الأكبر لدوقة ساسيكس من جهة والدها وابنة توماس ماركل الأكبر وروزلين ماركل (كنيتها قبل الزواج لوفليس). ولدت في 24 نوفمبر 1964 في لوس آنجلوس وعاشت مع صديقها مارك فيليبس في بيلفيو، فلوريدا. تطلقت ماركل مرتين وعانت من الإفلاس شخصي. شُخصت بالإصابة بمرض التصلب اللويحي المتعدد في عام 2008 وهي تستخدم منذ ذلك الحين كرسيًا متحركًا. قالت بأنها كانت تعمل كمستشارة للصحة العقلية. وهي منفصلة عن أبنائها الثلاثة وأمها وأخيها وأختها نصف الشقيقة، دوقة ساسيكس. في الوقت الذي كان يتم فيه الزفاف الملكي، كانت هي وميغان منفصلتان عن بعضهما لنحو عقد تقريبًا ولم تتحدثا مع بعضهما منذ عدة سنوات. لم تتم دعوتها إلى حفل زفاف الأمير هاري وأختها نصف الشقيقة كما أنها لم تحضر حفل زفافها الأول أيضًا. أشارت إلى أن دوريا راغلاند كانت السبب الرئيسي في خصامهما، وأصرت أنه كان على ميغان أن تساعد والدهما ماديًا لأنه أعلن إفلاسه في عام 2016. من ناحية ثانية، انتقدت والدة ماركل سلوك ابنتها وتصريحاتها للصحافة قائلةً إنها كان «سببًا للإحراج» ويجب أن تتحلى «ببعض الكرامة». ظهرت في برنامج عندما التقى هاري بميغان: الارتباط الملكي الخاص على قناة تي إل سي للنقاش عن أختها غير الشقيقة وعن كتابها القادم، مذكرات أخت الأميرة بوشي. في أكتوبر عام 2017، أصرت ماركل على إنه لن يكون كتابًا يروي كل شيء، لكنه سيكون فقط عن «بعض المعاني الجميلة في حياتنا». في مقابلة مع مجلة ذا صن وصفت ماركل أختها بأنها «متسلقة اجتماعية سطحية» ولم يكن سلوكها يليق بفرد من العائلة الملكية لكنها وصفت ميغان لاحقًا بأنها «نشيطة وساحرة وحيوية للغاية» و«بالتأكيد جميلة».
في مايو عام 2018، أخبرت ماركل وسائل الإعلام أنها عانت من كسر في الكاحل وكسر في الركبة بعد أن اصطدم صديقها بسيارة بحاجز خرساني عندما كان يقود السيارة برفقتها ويحاول تجنب تصويرها من قبل أحد مصوري المشاهير، ذلك رغم أن شرطة فلوريدا لم تورد أي تقرير عن حادثة كهذه ولم يكن لديهم أي «دليل» على وقوعها. منذ الزفاف الملكي، انتقدت ماركل أختها نصف الشقيقة وزوج أختها على تويتر بشكل مستمر. عندما سُئلت إن كانت تجني المال من خلال الحديث عن أقربائها، ردت ماركل قائلةً: «لقد عملت في وسائل الإعلام لمعظم حياتي وعملت في الإذاعة، لذلك، أن تصبح أختي ملكية فجأة ليس سببًا كي أتوقف عن القيام بذلك».
في أواخر عام 2018، ذكرت وسائل الإعلام- نقلًا عن مصادر للشرطة- أن ماركل وُضعت على قائمة المراقبة التي وضعها مركز تقييم التهديدات للأشخاص الذي يبدون علامات هوس بالعائلة الملكية. ردت ماركل على تلك الأخبار بإنكار أنها كانت مهووسة بدوقة ساسيكس وغردت على تويتر بأن القائمة المزعومة كانت «محاولة بريطانية لإسكاتها». في أغسطس عام 2019، عُلق حسابها على تويتر. لاحقًا في شهر أكتوبر، ذكرت تقارير أنها تخضع لتحقيق من قبل قسم شرطة مقاطعة بولك بعد ادعاءات متعددة بالتنمر عبر الإنترنت. نُشر الجزء الأول من مذكرات ماركل، بعنوان مذكرات أخت الأميرة بوشي الجزء الأول، في عام 2021.